# Entr'acte (álbum)
"Entr'acte" é o décimo quinto álbum da cantora francesa Françoise Hardy, lançado na França e em outros países. A edição original foi publicada na França, em novembro de 1974. 

## Perspectiva do álbum
Nos primeiros momentos de união com Jacques Dutronc, havia certa distância da parte de Dutronc. Os momentos de ausência e silêncio não agradavam a cantora. 
"A minha principal motivação é de ordem sentimental. Eu canto músicas, porque, como escreveu Alain Souchon: Minha canção sobre você é a cola cantada para que você nunca parta. "
Durante todo o seu relacionamento desconexo, ela lhe falará com música.
"Eu escrevi muitas músicas que eram diretamente dirigidas a ele. Bem, até hoje, eu não sei se ele as ouviu."
Com a intenção de lhe inquietar, tomando um rumo catártico, ele escreve a tram de um álbum-conceito em que afirma sua sexualidade: a história de uma mulher que, negligenciada, tem uma aventura de uma noite com outro homem.
Em 1974, quase um ano após o nascimento de seu filho Thomas, o casal decide viver junto, e se muda para uma casa no bairro do Parc Montsouris, no 14e arrondissement de Paris.

## Edições originais
França, novembro de 1974 : lp 33 rpm/30 cm., "Entr'acte", WEA-Filipacchi Music/Warner Bros (56 091 B).
 França, novembro de 1974 : cassete de áudio, "Entr'acte", a WEA-Filipacchi Música (,,,).

### Créditos
Encarte: fotografias de Jean-Marie Périer.
Diretor de arte : Hugues de Courson.

### Lista de canções
As dez canções que compõem este álbum foram gravadas em estéreo.
| N.º | Título                       | Compositor(es)                                                                | Duração |  |
| 1.  | "Ce soir"                    | Françoise Hardy, Jean-Pierre Castelain, Jean-Pierre Castelain                 | 3:25    |  |
| 2.  | "Merveilleux"                | Françoise Hardy, Gérard Kawczynski, André Georget                             | 1:50    |  |
| 3.  | "Et voilà"                   | Françoise Hardy, Jean-Pierre Castelain, Jean-Pierre Castelain e André Georget | 2:15    |  |
| 4.  | "Je n'aime pas ce qu'il dit" | Françoise Hardy, Jean-Pierre Castelain, Jean-Pierre Castelain e André Georget | 3:45    |  |
| 5.  | "Chanson noire"              | Françoise Hardy, Hugues de Courson, Del Newman                                | 2:05    |  |
| 6.  | "Je te cherche"              | Françoise Hardy, André Georget, Jean-Pierre Castelain                         | 3:00    |  |
| 7.  | "S’il avait été"             | Françoise Hardy, Catherine Lara, Del Newman                                   | 2:40    |  |
| 8.  | "Bonjour, bonsoir"           | Françoise Hardy, Michel Sivy, Francis Moze                                    | 3:12    |  |
| 9.  | "Il y a eu des nuits"        | Françoise Hardy, Catherine Lara Del Newman                                    | 1:55    |  |
| 10. | "Fin d'après-midi"           | Françoise Hardy, Jacques Dutronc, André Georget                               | 2:30    |  |